# Мері Крей
Мері Гелен Крей (англ. Mary Helen Creagh; нар. 2 грудня 1967, Ковентрі, Англія) — британська політик-лейбористка. Член Палати громад від округу Wakefield з 2005 року і тіньова Міністерка з міжнародного розвитку з листопада 2014. Крей раніше обіймала посаду тіньового Міністра транспорту і тіньового Міністра з питань навколишнього середовища, продовольства і сільських справ.

## Біографія
Крей має ірландське походження. ЇЇ батько — працівник автозаводу, а мати — вчителька початкових класів. Вона здобула освіту у Пемброк-коледжі Оксфордського університету і Лондонській школі економіки. Була обрана до Королівського інституту лінгвістів.
Працювала у Брюсселі протягом чотирьох років, спочатку як стажерка у Європейському парламенті, а потім у Європейському молодіжному форумі. Вивчала підприємництво у Університеті Кренфілда, і провела 7 років як довірена особа в Ретбоуні, благодійній організації.
Крей входила до ради боро Ізлінгтон у Лондоні з 1998 по 2005, працювала лідеркою лейбористів у раді Ізлінгтона з 2000 по 2004.
Вона була парламентською секретаркою Міністра культури, ЗМІ і спорту Енді Бернема з 2006 по 2009. У червні 2009 року вона почала працювати у Міністерстві охорони здоров'я. У 2007 році була у числі депутатів, які підтримали Гордона Брауна на посаду лідера партії, а 2010 році — Девіда Мілібенда.
З 2007 по 2009 рік Крей була головою Лейбористського Руху за Європу.
Крей одружена з Адріаном Пулемом з 2001 року. У них є син Клемент (названий на честь колишнього прем'єр-міністра від Лейбористської партії Клемента Еттлі) і дочка Беатріс.